# Alena Mrvová
Alena Mrvová (* 22. Februar 1978 als Alena Bekiarisová in Bardejov) ist eine slowakische Schachspielerin, die im Juli 2010 von der FIDE den Titel Internationale Meisterin der Frauen (WIM) verliehen bekam.

## Karriere
Nachdem sie bereits seit der Saison 1993/94 in der slowakischen Extraliga zum Einsatz kam, nahm Alena Mrvová 1996 bei der Jugendeuropameisterschaft in der Altersklasse U18 teil und gewann hinter den beiden Polinnen Monika Bobrowska und Marta Zielińska die Bronzemedaille. Im selben Jahr durfte sie auch erstmals die Slowakei bei der Schacholympiade vertreten. Sie kam dabei in sechs Begegnungen zum Einsatz, wovon sie zwei gewann und vier verlor. Schlussendlich beendete sie mit der slowakischen Mannschaft die Olympiade auf dem 23. Platz. In der Saison 1999/2000 spielte Alena Mrvová in der slowakischen Extraliga für ŠK Tatran Plynoma Prešov und wurde in elf Partien eingesetzt, von denen sie sechs gewinnen konnte. Vier Begegnungen endeten unentschieden und in einem Spiel kassierte sie eine Niederlage. Schlussendlich konnte sie sich mit ihrem Team den Meistertitel sichern. Bis 2002 durfte sie bei allen weiteren Schacholympiaden teilnehmen. Das beste Ergebnis konnte sie mit ihrer Mannschaft bei der Schacholympiade 2002 in Bled erreichen. Sie absolvierte dabei acht Spiele, wovon sie vier gewinnen konnte. Zudem endete ein Spiel unentschieden und in drei Spielen kassierte sie eine Niederlage. Die slowakische Mannschaft belegte den 17. Platz.
Bei den Champ Open Tatry 2009 in Tatranské Zruby und der Schach-Europameisterschaft 2010 in Rijeka konnte Alena Mrvová die Qualifikationskriterien für den WIM-Titel erfüllen. In der Folge wurde ihr der Titel von der FIDE beim Presidential Board Meeting im dritten Quartal des Jahres 2010 verliehen. Als neue Internationale Meisterin durfte sie 2010 erneut für die Slowakei an der Schacholympiade teilnehmen und belegte mit ihrer Mannschaft den 24. Platz. Zwei Jahre später nahm sie erneut an der Schacholympiade teil und belegte dort mit der slowakischen Mannschaft den 22. Platz. Nach längerer Zeit ohne Berufungen in die Olympiade-Auswahl nahm sie an der Schacholympiade 2022 in Chennai teil. Sie wurde als Ersatzspielerin nominiert und bestritt sieben Spiele. Von diesen konnte sie vier gewinnen und eins unentschieden spielen. Mit der slowakischen Mannschaft belegte sie den 14. Platz, was ihr bestes Ergebnis bei einer Schacholympiade ist.

## Privates
Im Jahr 2000 heiratete Alena Bekiarisová den slowakischen Schachspieler und Schachjournalisten Martin Mrva und startete seitdem unter dem Namen Alena Mrvová.